# اس. تامان
اس. تامان (انگلیسی: S. Thaman؛ زادهٔ ۱۶ نوامبر ۱۹۸۳) آهنگساز و خواننده اهل هند است. وی از سال ۲۰۰۳ میلادی تاکنون مشغول فعالیت بوده‌است.
وی آهنگساز فیلم‌هایی همچون شیر، بادیگارد، سایه، پادشاه، پدر خوانده ۲۰۲۲ و او درنگ نخواهد کرد بوده‌است.
وی همچنین برندهٔ جوایزی همچون جایزه فیلم‌فیر جنوب شده‌است.